# الدوري التونسي لكرة اليد 2011–12
الدوري التونسي لكرة اليد 2011-2012 هو الدورة 57 من الدوري التونسي لكرة اليد. شارك فيها 12 فريقا.

فاز بهذا الموسم الترجي الرياضي التونسي، وجاء ثانيا النجم الرياضي الساحلي.

## روابط خارجية
- الموقع الرسمي للجامعة التونسية لكرة اليد.